# کیکو نامایی
کیکو نامایی (انگلیسی: Keiko Namai؛ زادهٔ ۹ دسامبر ۱۹۵۱) بازیکن بسکتبال اهل ژاپن بود.